# Oscar P. Díaz
Oscar Pedro Díaz (nacido en Rosario el 25 de mayo de 1916) fue un futbolista argentino. Se desempeñaba como delantero y debutó en Rosario Central, club al que se encuentra familiarmente ligado, ya que es hijo del legendario Zenón Díaz, sobrino de Juan y primo de Octavio. 

## Carrera

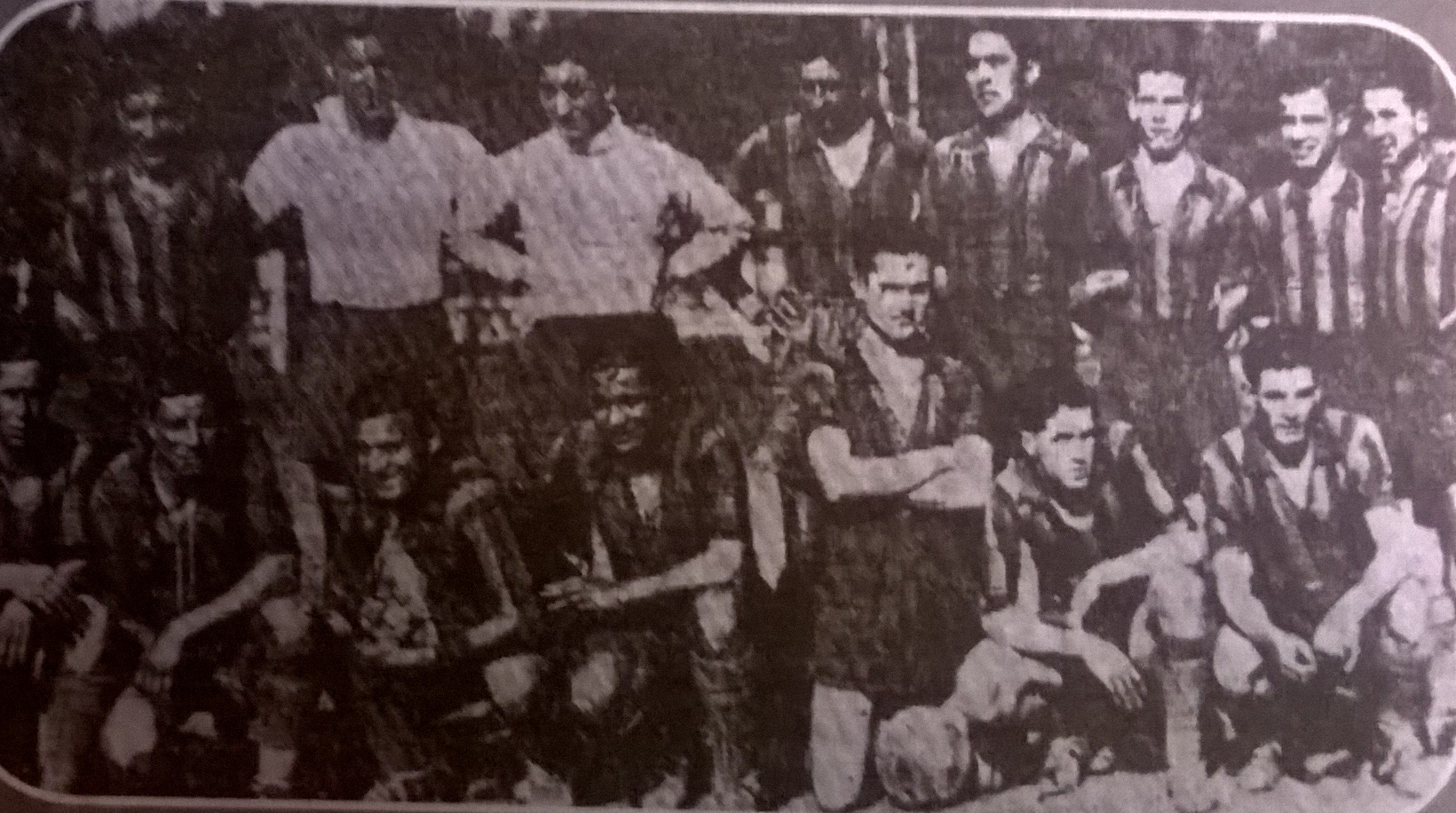
Rosario Central en 1936. Parados: Rafael Luongo, Pedro Aráiz, Cándido De Nicola, Germán Gaitán, Justo Lescano, Alfredo Fógel, Atilio Orihuela, Félix Ferreyra; hincados: Juan Cerro, Ignacio Díaz, Oscar Díaz, Sebastián Guzmán, Roberto D'Alessandro, Harry Hayes (hijo), Aníbal Maffei.

Tuvo su debut durante 1933, con el equipo canalla aún jugando los torneos de la Asociación Rosarina de Fútbol. Su partido inicial fue por el Torneo Estímulo, cuando el 8 de octubre por la 8.ª fecha enfrentó a Tiro Federal. Aunque marcó dos goles, su equipo cayó derrotado 5-3.
Volvió a tener acción en el primer equipo recién en 1935, siendo uno de los delanteros de alternativa para reemplazar a alguno de los integrantes de la famosa delantera Julio Aurelio Gómez, Cayetano Potro, Sebastián Guzmán, Juan Cagnotti y Chueco García.

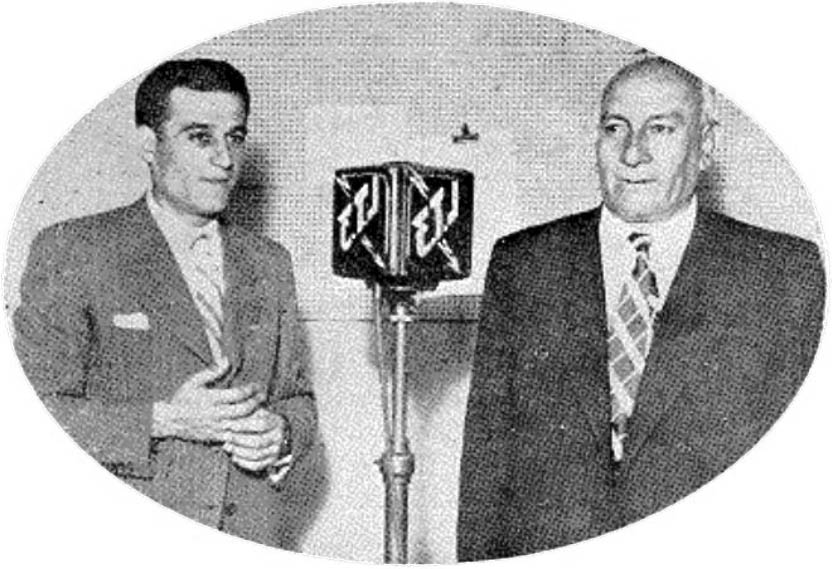
Oscar y su padre Zenón durante una alocución radial motivada por el Cincuentenario de Rosario Central.

Luego de conseguir mayor continuidad, se coronó campeón del Torneo Preparación 1936; al año siguiente fue cedido a préstamo a Quilmes.
En 1938 retornó a Central, sumando un nuevo título al ganar el Torneo Molinas. Estuvo acompañado en la línea ofensiva por jugadores como Ricardo Cisterna, Roberto D'Alessandro, Pedro de Blasi, Aníbal Maffei, Salvador Laporta. El 30 de octubre le marcó cuatro goles a Provincial en la victoria de su equipo 5-2.
Al año siguiente se produjo el ingreso de Rosario Central y Newell's Old Boys a los torneos de liga de AFA. Díaz disputó 10 partidos durante el Campeonato de Primera División 1939, marcando dos goles. Su estadística en Central se traduce en 49 presencias y 25 tantos anotados. En 1940 vistió la casaca de River Plate.

## Clubes
| Club            | País      | Año       |
| --------------- | --------- | --------- |
| Rosario Central | Argentina | 1933-1936 |
| Quilmes         | Argentina | 1937      |
| Rosario Central | Argentina | 1938-1939 |
| River Plate     | Argentina | 1940      |

## Palmarés
| Equipo          | País      | Título             | Año  |
| --------------- | --------- | ------------------ | ---- |
| Rosario Central | Argentina | Torneo Preparación | 1936 |
| Rosario Central | Argentina | Torneo Molinas     | 1938 |